# Megalodontoidea (weekdier)
De Megalodontoidea zijn een superfamilie van uitgestorven tweekleppigen uit de superorde Imparidentia.

## Families
- † Ceratomyopsidae Cox, 1964
- † Dicerocardiidae Kutassy, 1934
- † Megalodontidae Morris & Lycett, 1853
- † Pachyrismatidae Scarlato & Starobogatov, 1979
- † Wallowaconchidae Yancey & Stanley, 1999